# Bánk (település)
Bánk (szlovákul: Banka) község Nógrád vármegyében, a Rétsági járásban.

## Fekvése
A vármegye délnyugati részén fekszik, Budapesttől 60, Balassagyarmattól 25, Rétságtól 4, Salgótarjántól 68, Váctól pedig 27 kilométerre. A táj jellegét a Cserhát dombjai határozzák meg.
A szomszédos települések Rétság, Felsőpetény és Romhány.

### Megközelítése
Csak közúton közelíthető meg, a 2-es főútról Rétság után Romhány felé letérve a 2115-ös úton, amely Bánkból egyébként nem Romhány, hanem Nézsa felé vezet tovább; a falut Romhánnyal az itt kiágazó 2116-os út köti össze. Nyugati határszélén ágazik ki a 2-es főútból a Balassagyarmaton át Salgótarján térségéig vezető 22-es főút.
Korábban vasúton is elérhető volt a Diósjenő–Romhány-vasútvonalon, de 2007. március 4. éjféltől ezen a vonalon megszüntették a személyforgalmat. A bánki megállóhely közúti elérését a 2115-ös útból kiágazó 21 325-ös út tette lehetővé.

## Történelme
A terület ősidők óta lakott, ezt bizonyítja a környéken talált több régészeti lelet is. Első fennmaradt írásos említése 1405-ből való. 1506-ban Terjényi Radnóti György volt a birtokosa. 

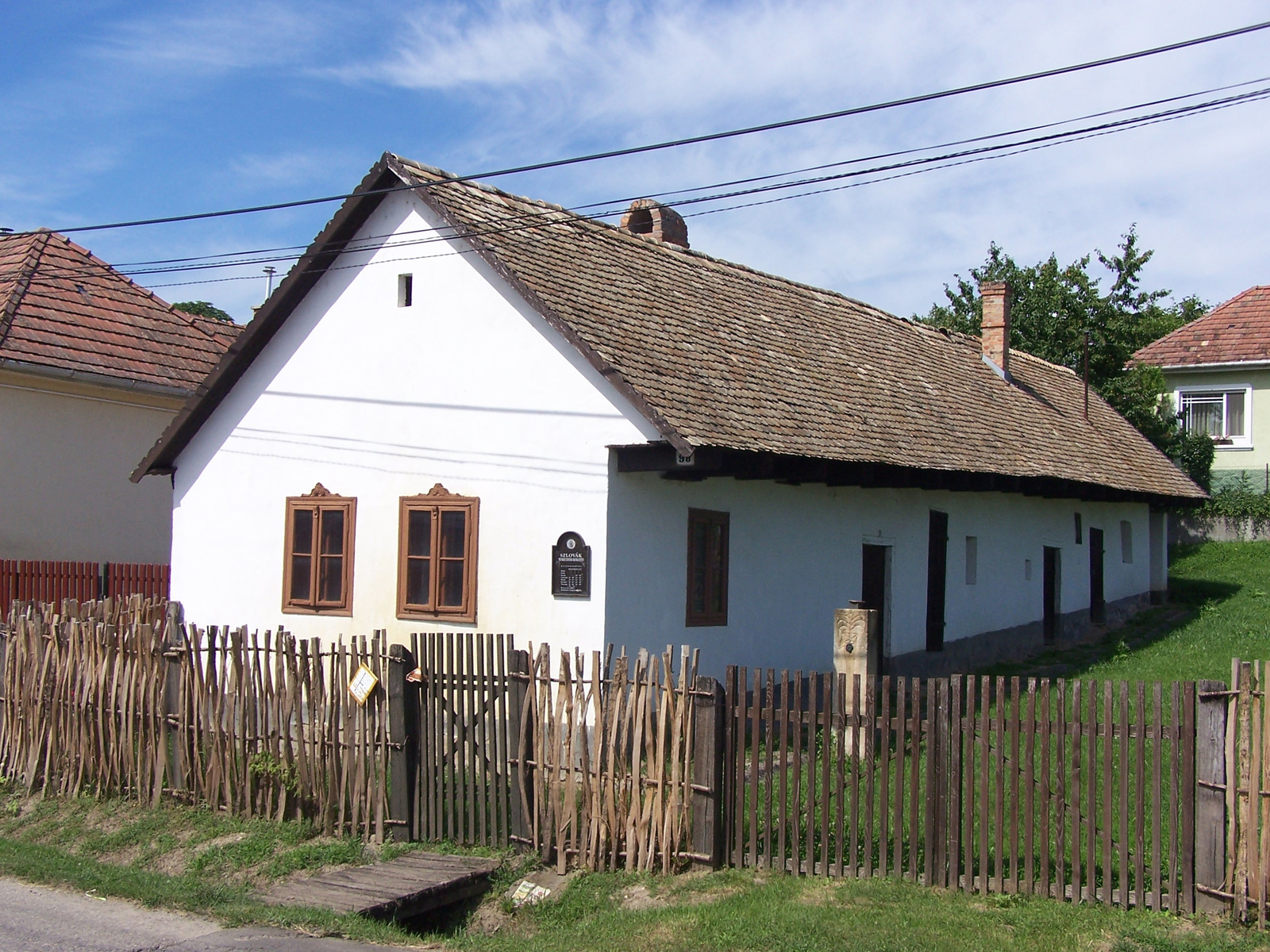
Szlovák tájház

A török hódoltság idején a falu elpusztult, ezért szlovákokat telepítettek be, akik magukkal hozták nyelvüket és evangélikus vallásukat. 1715-ben 11, 1720-ban 13 háztartást írtak össze. A 18. század közepén a Jeszenszky család, 1770-ben pedig az úrbéri rendezés alkalmával Becskády Pál, Gyurcsányi Ignác és Hodossy József lettek a helység földesurai. 1826-ban már báró Andreánszky István nyugalmazott államtitkár a helység legnagyobb birtokosa.
Az evangélikus templom 1783-ban épült. Az evangélikus temetőben egy régi templom alapfalai láthatók. A templom mögötti dűlőn a helyi szájhagyomány szerint eredetileg egy református templom állt, amely a török hódoltság idején pusztult el a körülötte lévő településsel együtt.
Az 1970-es években a Bánki-tó kedvelt turistacélpont lett, ám a túlzott látogatottság a víz romlásához vezetett. Ennek az állapotnak a visszafordítására vízminőséget javító berendezést helyeztek el a tavon, illetve a medrét is kitisztították.
Bánk és Felsőpetény között működött a Felsőpetényi Kisvasút, mely az ott működő kő- és agyagbánya által kitermelt nyersanyagot szállította Bánkra. 2005-ig üzemelt, később egy-egy különleges alkalomkor személyszállítás is folyt a vágányhálózat 2014-es elbontásáig.[forrás?]

## Közélete

### Polgármesterei
- 1994–1998: Lomen János (független)[5]
- 1998–2000: Lomen János (független)[6]
- 2000–2002: Dr. Tury Endréné (független)[7][8]
- 2002–2006: Dr. Tury Endréné (független)[9]
- 2006–2010: Ivanics András (független)[10]
- 2010–2014: Ivanics András (független)[11]
- 2014–2019: Ivanics András (független)[12]
- 2019–2024: Torma Andrea (független)[13]
- 2024– : Torma Andrea (független)[1]

A településen 2000. december 10-én időközi polgármester-választást tartottak az előző polgármester lemondása miatt.

## Népesség
A település népességének változása:
| Lakosok száma | 730  | 705  | 678  | 643  | 650  | 659  | 780  | 703  | 728  | 739  |
|               | 1980 | 1990 | 2001 | 2011 | 2013 | 2015 | 2021 | 2022 | 2023 | 2024 |

2001-ben a település lakosságának 66%-a magyar, 34%-a szlovák nemzetiségűnek vallotta magát.
A 2011-es népszámlálás során a lakosok 84,1%-a magyarnak, 0,8% németnek, 0,2% ruszinnak, 0,2% szerbnek, 32,5% szlováknak mondta magát (15,7% nem nyilatkozott; a kettős identitások miatt a végösszeg nagyobb lehet 100%-nál). A vallási megoszlás a következő volt: római katolikus 14,4%, református 4,5%, evangélikus 48,2%, felekezeten kívüli 5,9% (22,4% nem nyilatkozott).
2022-ben a lakosság 90,8%-a vallotta magát magyarnak, 14,7% szlováknak, 0,9% németnek, 0,4% cigánynak, 0,1-0,1% románnak és lengyelnek, 2,6% egyéb, nem hazai nemzetiségűnek (9% nem nyilatkozott; a kettős identitások miatt a végösszeg nagyobb lehet 100%-nál). Vallásuk szerint 33,9% volt evangélikus, 24,5% római katolikus, 3,4% református, 1% görög katolikus, 0,1% izraelita, 0,1% ortodox, 0,4% egyéb keresztény, 1% egyéb katolikus, 7,8% felekezeten kívüli (27,7% nem válaszolt).

## Híres személyek
- Itt született Benczúr Miklós (1821-1862) ügyvéd, honvédtiszt, országgyűlési képviselő.

## Látnivalók
- Evangélikus templom (késő barokk, 1791)
- Szlovák tájház
- Bánki-tó

## Képek

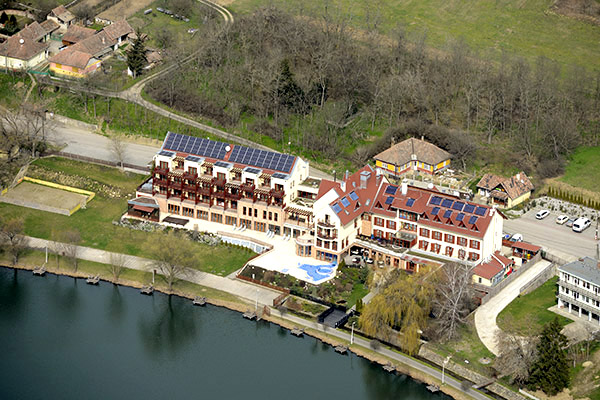
Tó Wellness Hotel
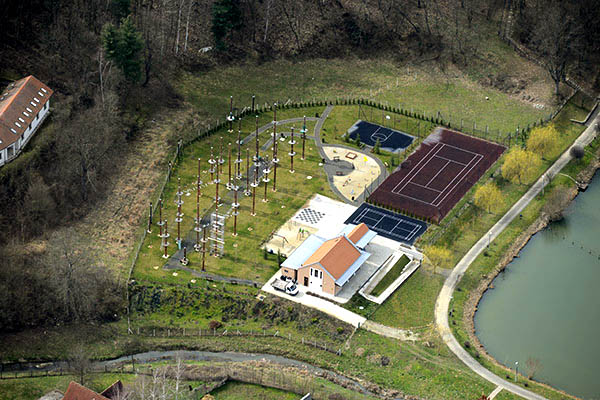
Tó kalandpark